# Шпет, Ганс
Ганс-Людвиг Шпет (нем. Hans-Ludwig Speth; 7 октября 1897, Роккенберг — 30 апреля 1985, Гаутинг) — генерал артиллерии вермахта во время Второй мировой войны.

## Биография
С 1 июля 1915 года служил фанен-юнкером в 47-м (2-м Кургессенском) полку полевой артиллерии Прусской армии. 1 июля 1916 года лейтенантом направлен в 17-й Лотарингский полк пехотной артиллерии. Награждён Железным крестом обоих классов и Почётным крестом мировой войны, а также гессенской Всеобщей почётной медалью. После окончания Первой мировой войны продолжил службу в рейхсвере, в 1924 году был адъютантом 6-го прусского артиллерийского полка. С 1 августа 1936 года преподавал в Прусской военной академии сухопутных войск, 1 апреля 1939 года произведён в подполковники Генерального штаба вермахта.
К началу Второй мировой войны по состоянию на 1 сентября 1939 года подполковник Шпет был первым офицером генерального штаба 27-го армейского корпуса. 30 сентября 1940 года отправлен в генеральный штаб немецкой военной миссии в Румынии. Был начальником генерального штаба 54-го армейского корпуса с 1 апреля по 1 июня 1941 года, имея звание полковника. С 23 ноября 1942 по 1 декабря 1943 года был начальником генерального штаба 18-й армии вермахта, 1 января 1943 года произведён в генерал-майоры. Занимал пост командира 28-й егерской дивизии до 28 апреля 1944 года. С 1 января 1944 года генерал-лейтенант, с 1 июня того же года и до конца Второй мировой войны руководил военной академией.
Шпет участвовал в боях под Ленинградом и в Крыму (за участие в битве за Севастополь награждён Крымским щитом). 23 февраля 1944 года награждён Рыцарским крестом Железного креста за выдающуюся храбрость. Также отмечен пряжками к Железному кресту, медалью за зимнюю кампанию на Восточном фронте 1941/1942 годов и Немецким крестом в золоте.
1 октября 1944 года произведён в генералы артиллерии.

## Награды
- Железный крест (1914) 2-го[3] и 1-го[3] класса (Королевство Пруссия)
- Медаль «За храбрость»[3] (Великое герцогство Гессен)
- Почётный крест Первой мировой войны 1914/1918 с мечами (1934)
- Пряжка к Железному кресту 2-го класса (14 мая 1940)
- Пряжка к Железному кресту 1-го класса (26 мая 1940)
- Немецкий крест в золоте[1] (14 апреля 1942)
- Медаль «За зимнюю кампанию на Востоке 1941-1942» (5 августа 1942)
- Крымский щит (23 августа 1942)
- Рыцарский крест Железного креста[1] (23 февраля 1944)
- Медаль «Крестовый поход против коммунизма» (Королевство Румыния)